# Leptotarsus megacerus
Leptotarsus megacerus är en tvåvingeart som först beskrevs av Alexander 1943.  Leptotarsus megacerus ingår i släktet Leptotarsus och familjen storharkrankar.
Artens utbredningsområde är Ecuador. Inga underarter finns listade i Catalogue of Life.